# خانم دکتر بیمارستان ارتش
خانم دکترِ بیمارستانِ ارتش (انگلیسی: La dottoressa del distretto militare) یک کمدی سکسی سبک ایتالیایی به کارگردانی ناندو چیچرو است که در سال ۱۹۷۶ منتشر شد.

## بازیگران
- ادویژ فنش
- آلفردو پئا
- آلوارو ویتالی
- کارلو دله پیانه
- لوچو مونتانارو